# Another Code: R – A Journey into Lost Memories
Another Code: R – A Journey into Lost Memories (en català: «Another Code: R – Un viatge als records perduts») és un videojoc d'aventures i trencaclosques d'assenyalar i clicar desenvolupat per CiNG (en) i publicat per Nintendo per a la Wii. És la seqüela del joc Another Code: Two Memories per a Nintendo DS. Després de ser presentat en una conferència de Nintendo l'octubre del 2008, va ser llançat el 5 de febrer de 2009 al Japó. Va arribar a Europa el 26 de juny, però mai es va publicar a Amèrica. Forma part de la sèrie Touch! Generations.
En el joc, ambientat dos anys després del primer joc, la protagonista Ashley Mizuki Robins visita el seu pare al llac Juliet, on és convidada per fer un viatge d'acampada, fins que descobreix que aquell lloc amaga secrets que aprofundeixen en el misteri de l'assassinat de la seva mare.
El 19 de gener de 2024, es va publicar per a Nintendo Switch una nova versió que inclou el joc i la seva preqüela, sota el nom d'Another Code: Recollection.

## Jugabilitat
Els jugadors controlen l'Ashley Mizuki Robbins amb el Wii Remote per explorar i resoldre trencaclosques al voltant del llac Juliet. L'exploració es divideix en dues seccions diferenciades, a l'exterior i a l'interior. Durant l'exploració del mapa a les ubicacions exteriors, els jugadors mouen l'Ashley per rutes establertes dins dels entorns 3D. A la majoria de les zones interiors, l'Ashley es col·loca en un lloc determinat i els jugadors poden girar la perspectiva dins de la cambra, o bé moure's d'una cambra a una altra seleccionant les diferents portes. Tant durant l'exploració exterior com a l'interior, els jugadors poden destacar algunes parts de l'entorn per examinar-les més a prop i fer una ullada a coses específiques. En interactuar amb l'entorn, els jugadors poden introduir determinats articles al seu inventari. També poden fer fotografies de l'entorn, que es poden fer servir per resoldre diversos trencaclosques. Les interaccions amb els altres personatges tenen l'estil d'una novel·la visual, en la qual de tant en tant es demana als jugadors que triïn una resposta específica o que presentin un objecte.
En el transcurs del joc, els jugadors han de resoldre diversos trencaclosques, fent servir els controls de moviment del Wii Remote. Sovint han de fer servir un aparell que pot desbloquejar els panys, el "True Another System" (TAS), semblant a un Wii Remote. Permet accedir a zones bloquejades quan els jugadors desbloquegen aquests panys, completant seqüències de moviments i entrades de botons precises amb el controlador. Un model actualitzat del "Dual Another System" (DAS) de la preqüela (el qual ara se sembla a una Nintendo DSi) actua com el menú, des del qual els jugadors poden accedir a les funcions i opcions.

## Recepció
El joc va rebre una puntuació de 28 sobre 40 de la revista japonesa Famitsu.
Va rebre crítiques més variades que el joc original per a la Nintendo DS, segons el lloc web d'agregació de ressenyes Metacritic. Va ser l'onzè joc més venut al Japó durant la setmana del seu llançament, venent poc menys de 15.000 còpies.
Chris Schilling de The Daily Telegraph va donar al joc una valoració de 8/10. Va elogiar els trencaclosques i la història emotiva amb els seus temes madurs, i va afirmar que ajuden a mantenir l'interès fins i tot quan la història del joc esdevé més avorrida. També va elogiar l'estil d'aquarel·la de les imatges del joc. Metro UK va qualificar el joc com una joia desconeguda de la Wii, elogiant-ne els gràfics, les animacions, la pista sonora, els trencaclosques i, en particular, la història i el personatge realista de l'Ashley.